# Eulswaag
Eulswaag ist eine Ortslage in der bergischen Großstadt Solingen. 

## Lage und Beschreibung
Eulswaag befindet sich im östlichen Bereich des Stadtbezirks Solingen-Mitte nahe dem Fluss Wupper, der im Bereich Müngsten die Stadtgrenze zu Wuppertal und Remscheid bildet. Der Ort liegt an einem Talhang nördlich der Bundesstraße 229, der Remscheider Straße, die Müngsten mit der Krahenhöhe verbindet und die im Bereich Eulswaag in Serpentinen verläuft. Dort zweigt eine kleine Stichstraße mit dem Namen des Ortes ab. Die Ortslage zählt nur wenige Häuser. Östlich liegt die Amprion-Schaltanlage Halfeshof, nördlich verläuft die sogenannte Bergbahntrasse der ehemaligen Ronsdorf-Müngstener Eisenbahn, die heute ein Radwanderweg ist.
Benachbarte Orte sind bzw. waren (von Nord nach West): Papiermühle, Königskotten, das zu Wuppertal gehörende Sudberg, Kirschberger Kotten, Grunenburg, Schaberg, Windfeln und Halfeshof.

## Etymologie
Brangs vermutet, der Ortsname könnte von dem Familiennamen Eul abgeleitet sein.

## Geschichte
Eulswaag ist seit dem 15. Jahrhundert nachweisbar, die erste urkundliche Erwähnung erfolgte als Uwelswag im Jahre 1471.:1 Im Zehntverzeichnis der Abtei Altenberg von 1488 erscheint der Ort als Uwelswages. In dem Kartenwerk Topographia Ducatus Montani von Erich Philipp Ploennies, Blatt Amt Solingen, aus dem Jahre 1715 ist der Ort mit einer Hofstelle verzeichnet und als Eulswagen benannt. Er wurde in den Ortsregistern der Honschaft Dorp innerhalb des Amtes Solingen geführt. 
Der Ort lag am Rande der Wegeverbindung zwischen Müngsten und Krahenhöhe (und Solingen), die unter Preußen 1845 bis 1848 zur Chaussee ausgebaut wurde. Dabei entstand auch die alte Wupperbrücke bei Müngsten, die sogenannte Napoleonsbrücke.:1 Die Topographische Aufnahme der Rheinlande von 1824 verzeichnet Eulswaag nur unbenannt, die Preußische Uraufnahme von 1844 bezeichnet den Ort als Euleswag. In der Topographischen Karte des Regierungsbezirks Düsseldorf von 1871 ist der Ort ebenfalls nur unbenannt verzeichnet.
Eulswaag gehörte nach Gründung der Mairien und späteren Bürgermeistereien zur Bürgermeisterei Dorp, die im Jahre 1856 das Stadtrecht erhielt, und lag dort in der Flur II. Meigen. Die Bürgermeisterei beziehungsweise Stadt Dorp wurde nach Beschluss der Dorper Stadtverordneten zum 1. Januar 1889 mit der Stadt Solingen vereinigt. Damit wurde Eulswaag ein Ortsteil Solingens. Aus der Müngstener Chaussee wurde die heutige Bundesstraße 229, die auf Solinger Stadtgebiet Remscheider Straße heißt. 
An Eulswaag vorbei führte ab 1908 auch die Strecke der Straßenbahnen der Ronsdorf-Müngstener Eisenbahn, die von Grunenburg nach Krahenhöhe verlängert wurde. Auf der Trasse verkehrte bis zu ihrer jähen Stilllegung im Jahr 1917 die Straßenbahnlinie 9. Diese alte Bergbahntrasse wurde im Rahmen der Regionale 2006 von Theegarten aus bis 2010 zum Radwanderweg umgebaut.